# Sainte-Sigolène
Sainte-Sigolène (okcitansko Santa Sigolena) je naselje in občina v jugovzhodnem francoskem departmaju Haute-Loire regije Auvergne. Leta 2012 je naselje imelo 5.962 prebivalcev.

## Geografija
Naselje leži v pokrajini Velay 52 km severovzhodno od Le Puy-en-Velaya.

## Uprava
Sainte-Sigolène je sedež kantona Deux Rivières et Vallées, v katerega so poleg njegove vključene še občine Saint-Didier-en-Velay, Saint-Pal-de-Mons, Saint-Victor-Malescours in La Séauve-sur-Semène s 13.898 prebivalci (v letu 2012).
Kanton Deux Rivières et Vallées je sestavni del okrožja Yssingeaux.

## Zanimivosti
- grad château du Villard,
- neogotska cerkev iz 60. let 19. stoletja,
- la maison de la Béate,
- muzej "La Fabrique".